# 朱諾峰
朱諾峰（英語：Juno Peaks）是南極洲的山峰，位於亞歷山大一世島南部，處於米瑪斯峰西南面11公里，根據美國探險隊拍攝的空中照片繪入地圖，現時由南極條約體系管理。